# Gustave Van Reeth
Pour les articles homonymes, voir Van Reeth.
Gustave Bernard Émile Van Reeth, né le 27 novembre 1842 à Boom et mort le 3 janvier 1923  à Liège est un homme politique belge, membre du parti catholique.
Il fut industriel en briqueterie. Il fut élu conseiller communal à Boom (1884) et échevin (1885), puis bourgmestre (1887); élu député à la Chambre (1896-1900; 1902-1919).

## Généalogie
- Il épousa Marie-Angélique Steenackers (1841-1909);
  - Ils eurent 9 enfants: Marie-Josephe (1871-1948), Richard (1873-1925), Augusta (1874-?), Anna (1876-1952), Emilia (1877-1968), Robert (1878-1938), Clotilde (1881-1960), Sylvain (1883-1946), Hélène (1884-1955).

## Sources
- sur ODIS